# Robert Enrico

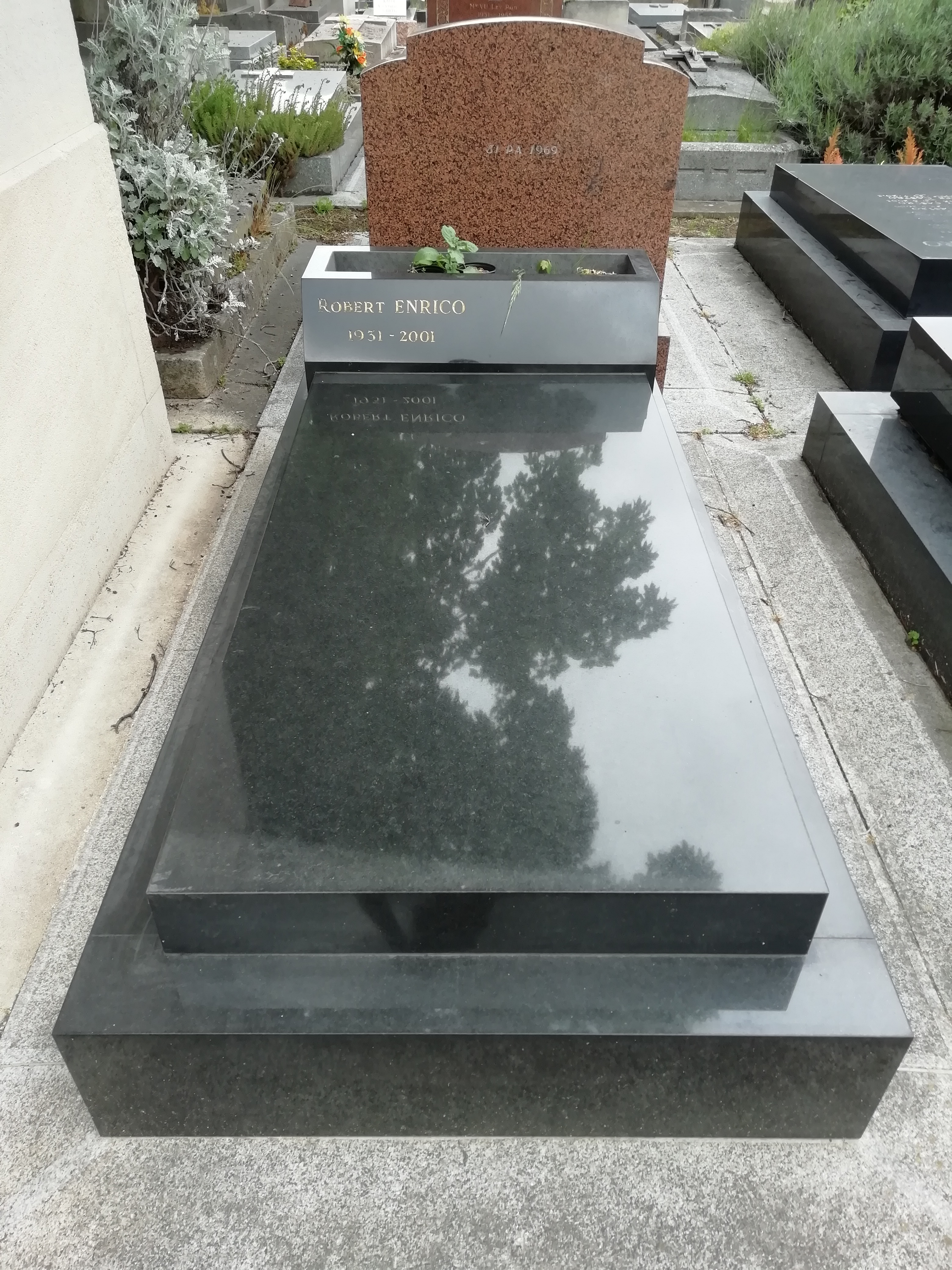
Tombe de Robert Enrico au cimetière du Montparnasse

Robert Enrico (Liévin, Francia; 13 de abril de 1931 - Paris, Francia; 23 de febrero de 2001) fue un director de cine, productor, guionista, editor y escenógrafo francés.  Su mayor reconocimiento procede de una trilogía de cortometrajes sobre la guerra civil norteamericana, adaptaciones de las historias breves de Ambrose Bierce, de los cuales (La rivière du hibou) realizado en 1962 obtuvo la Palma de Oro, en la sección cortometrajes, del Festival Internacional de Cine de Cannes. Además trabajó con Brigitte Bardot, Alain Delon y Lino Ventura en el apogeo del cine francés en la década de 1960 y fue conocido por películas de acción y suspenso.

## Biografía
Hijo de inmigrantes italianos asentados en Toulon, realizó sus estudios allí y luego en París, donde se graduó en el Liceo Voltaire. Más tarde se matriculó en la popular escuela de cine IDHEC donde se especializó en la edición y la dirección. Hasta 1956 fue miembro activo del grupo medieval de la Sorbona "Los Théophiliens". De 1956 a 1959 hizo su servicio militar en el Servicio Cinematográfico de la Armada. Sus cortometrajes le dieron elogios de la crítica desde los inicios de su carrera. 
Pese al fracaso de su primer largometraje, La Belle Vie, Robert Enrico selló su amistad con François de Roubaix. En 1964, se encomendó a la partición de la película La redevance du fantôme y la de Caras Grandes. La película le abre las puertas del éxito. Seguirá una serie de películas más populares, convertidas en clásicos, como Raiders, Ho!, Boulevard du Rhum y El viejo fusil. 
Por esta última, obtuvo tres Premio César a la mejor película, al mejor actor (Philippe Noiret) y a la mejor música, en 1976, antes de convertirse en jurado por largo tiempo de Academia de las Artes y Técnicas del Cine de Francia. Coraje y honor estaban en el corazón de esta película que ve el cirujano Louis Dandrieu (Noiret) implacablemente vengar a su hija y su esposa asesinados por una patrulla alemana, con la complicidad de la milicia; fue una película muy popular en los años 70.   
Estuvo muy implicado en la defensa del cine francés. Durante la década de los  años ochenta, se volcó en la televisión, con la realización de algunos capítulos de series. En los años 90, volvió a la gran pantalla, después de muchas dificultades, con la realización de Fait d'hiver, con Charles Berling y Stévenin Jean-François, que fue aclamado por algunos críticos, pero solo se reunió unos sobrios ecos.

## Trilogía

### Chickamauga
La primera película de la trilogía es Chickamauga, que hace referencia a la guerra civil estadounidense que marcó una derrota de la Unión muy significativa. También es notable para las imágenes, sobre todo en la inspiración de la denominación oficial del río Chickmauga, como "el estanque sangriento" debido al hecho de que al parecer corrió con la sangre de los más de 35.000 soldados que murieron durante la batalla de dos días. Esta película en particular es contada desde la perspectiva de un niño sordo y mudo, que vaga el día de la batalla. Cuando finalmente se tropieza con las secuelas de la lucha, se presenta como un sueño surrealista.
La discapacidad del niño afecta su entendimiento para comprender verdaderamente la muerte, razón por la cual puede pasear a través de ella con tanta libertad. Él nunca escucha los sonidos de la batalla, o los gritos de los moribundos, y al parecer no se enfrentó a la muerte antes de este momento. La imaginación del niño indica una total falta de comprensión de la guerra y de la muerte, pero sus acciones demuestran un conocimiento o conciencia de la violencia y el soldado. A lo largo de toda la película lleva una espada de madera que se utiliza en las peleas imaginarias contra enemigos imaginarios. Aunque nunca se lo utiliza en contra de ninguno de los soldados, en sus interacciones con ellos, él lo maneja como un arma, y parece que se percibe como una especie de jefe militar. 
Cuando por fin se cansa de esta escena, vuelve a casa. La casa de campo del sur, alguna vez pacífico, está en llamas, pero el niño todavía no es consciente al significado de esto. Es solo cuando descubre a su madre, que yace muerta, que él parece darse cuenta del verdadero significado de la muerte.

### An Occurrence at Owl Creek Bridge
La Rivière-du hibou sigue siendo la más famosa de las obras de Enrico, y constituye la segunda película de esta trilogía, por la que obtuvo el premio al mejor cortometraje en el Festival de Cannes, celebrado en 1962. Es la historia de un hombre que está a punto de ser ahorcado, y en el último momento, la cuerda se rompe mágicamente y se sumerge en el agua, y se las arregla para escapar. Está claro desde el principio que la persona a punto de ser ahorcado no ha tenido un juicio, y que ha tenido muy poco tiempo para llegar a un acuerdo con su destino. Desesperado y confuso, solo puede concentrarse en su entorno, ya que todavía espera una última oportunidad de escapar. En uno de los últimos momentos, grita, a la que podemos suponer es su esposa, y nos damos cuenta de que no solo va a perder su oportunidad de decirle adiós a ella, sino que probablemente nunca sabremos qué fue de él.

### The Mockingbird
La última película de la trilogía, The Mockingbird ("El ruiseñor"), sigue ahondando en los aspectos psicológicos del soldado. Parado haciendo guardia una noche en el bosque cerca de su campamento, Greyrock lentamente se da cuenta de que alguien más está en el bosque con él mientras se mueve casi sin rumbo por la oscuridad, buscando ansiosamente la fuente del ruido, de repente alrededor de dos docenas de metros por delante de él, una figura aparece, dispara, dándole muerte al hombre. Esto desencadena disparos en todo el campamento, que desorienta y asusta a Greyrock. Él se mantiene en su punto hasta el amanecer, cuando sus superiores lo encuentran y recompensan por mantener la guardia en un momento de caos, hecho que solo perturba aún más su estado mental.
Los próximos días son difíciles para Greyrock, se le da una medalla, la cual no solo se siente que no se la merece (solo permaneció en su puesto por miedo), pero se burlarían sin piedad sus compañeros, ya que sería un cobarde por no luchar realmente (nadie es consciente de que Greyrock abrió el fuego, y mucho menos que ha matado a un hombre). Volviendo al borde de un colapso aparente, Greyrock pide tregua de un día, que espera utilizar para encontrar el cadáver del hombre que mató. Se busca en el bosque durante horas, vagando por la tierra deshabitada temiendo y esperando encontrar un cuerpo. Después de una cantidad de tiempo sin fundamento, parece darse por vencido, y se acuesta en el césped, quedándose dormido. Ahí recuerda su niñez y su mascota, un ruiseñor, que criaban junto a su hermano gemelo, hasta la muerte de su madre, que los separa. Greyrock entonces se despierta porque oye el canto de su mascota de la infancia. Lo que sigue, es solo para descubrir, finalmente, que el cuerpo del hombre al que mató, no es otro que su hermano gemelo distanciado. 

## Filmografía

### Director
- Fait d'hiver (1999)
- Saint-Exupéry: La dernière mission (1996) (TV)
- Vent d'est (1993)
- La Révolution française (1989) (segmento "Les années lumière")
- Le hérisson (1989) (telefilm)
- De guerre lasse (1987)
- Zone rouge (1986)
- Au nom de tous les miens (1985) Miniserie, 8 episodios
- Au nom de tous les miens (1983) Largometraje
- Pile ou face (1980)
- L'empreinte des géants (1980)
- Un neveu silencieux (1977) (TV)
- El viejo fusil (1975)
- Le secret (El secreto, 1974)
- Les caïds (Cerco de sangre, 1972)
- Boulevard du Rhum (El bulevar del ron, 1971)
- Un peu, beaucoup, passionnément... (1971)
- Ho! (1968)
- Tante Zita (1968)
- Los aventureros (1967)
- Les grandes gueules (Los rufianes, 1966)
- La redevance du fantôme (1965) (TV)
- The Twilight Zone (1 episodio, 1964) An Occurrence at Owl Creek Bridge (1964) Episodio de TV
- Contre point (1964)
- Au coeur de la vie (1963)
- La belle vie (1963)
- La rivière du hibou (1962)
- L'oiseau moqueur (1962)
- Chickamauga (1962)
- Montagnes magiques (1962 cortometraje documental)
- Thaumetopoea, la vie des chenilles processionnaires du pin et leur extermination contrôlée (1961)
- Thaumetopoea (1960)
- Paradiso terrestre / A chacun son paradis (1959, documental codirigido con Luciano Emmer)
- Jehanne (1956, cortometraje)

### Productor
- En nombre de todos los míos (1983)

### Guionista
- Fait d'hiver (1999) (guion)
- Saint-Exupéry: La dernière mission (1996) (TV)
- Vent d'est (1993) (guion)
- Historia de una revolución (1989) (guion)
- De guerre lasse (1987) (escenario y diálogo)
- Zone rouge (1986)
- Au nom de tous les miens (1985) TV miniseries
- En nombre de todos los míos (1983) (guion)
- Pile ou face (1980)
- L'empreinte des géants (1980) (adaptación y diálogo)
- El viejo fusil (1975)
- El secreto (1974)
- Cerco de sangre (1972) (adaptación)
- El bulevar del ron (1971)
- Un peu, beaucoup, passionnément... (1971)
- Ho! (1968) (guion)
- Tante Zita (1968) (guion y diálogo)
- Los aventureros (1967)
- Los rufianes (1966) (adaptación)
- La redevance du fantôme (1965) (TV) (adaptación)
- Dimensión desconocida (1 episodio, 1964) An Occurrence at Owl Creek Bridge (1964) Episodio de TV (adaptación)
- Contre point (1964)
- Au coeur de la vie (1963) (guion)
- La belle vie (1963) (guion)
- La rivière du hibou (1962)
- L'oiseau moqueur (1962) (guion)
- Montagnes magiques (1962)
- Thaumetopoea, la vie des chenilles processionnaires du pin et leur extermination contrôlée (1961)
- Jehanne (1956)

### TV
- La route des Grandes gueules (2001) (TV)
- Champs-Elysées" (1 episodio, 1989)
- Cinéma cinémas (1 episodio, 1989)
- Mardi cinéma (1 episodio, 1987)
- La nuit des Césars (4 episodios, 1976-1985)
- Dialogue pour un portrait: Philippe Noiret (1981) (TV)
- Les rendez-vous du dimanche  (1 episodio, 1980)
- Histoire du cinéma français par ceux qui l'ont fait (1974) Series de TV

## Premios y distinciones
Festival Internacional de Cine de San Sebastián
| Año  | Categoría                            | Película           | Resultado |
| ---- | ------------------------------------ | ------------------ | --------- |
| 1963 | Concha de Plata a la mejor dirección | Au coeur de la vie | Ganador   |

Premio Jean Vigo
| Año  | Categoría                 | Película     | Resultado |
| ---- | ------------------------- | ------------ | --------- |
| 1964 | Jean Vigo de largometraje | La Belle vie | Ganador   |